# Prigoana comunistă din România
Prigoana comunistă din România a avut loc în perioada 1948 - 1965, în timpul regimului comunist Gheorghe Gheorghiu-Dej.
Acesta a compus un univers concentraționar format din peste 130 de unități de detenție, în care au fost uciși și torturați peste două milioane de oameni.
Penitenciare ca Jilava, Rahova, Sighet, Gherla, Aiud, Mislea, Pitești sau Canalul Dunăre - Marea Neagră - înființat în România chiar la sugestia lui Iosif Stalin - au fost case de tortură pentru intelectuali, pentru elita politică și religioasă, pentru disidenții care se împotriveau regimului comunist.
Securitatea a fost instituția represivă care popula aceste iaduri, folosind intervenția armată, rețeaua de informatori.